# Schifffahrtsbetrieb Heidegger
Der Schifffahrtsbetrieb Heidegger war ein von 1933 bis 2015 tätiger Motorbootsbetrieb in Überlingen am Bodensee.

## Betrieb
Gegründet wurde der Schifffahrtsbetrieb am 25. Juni 1933 vom Bootsbauer Alfons Heidegger sen., der im Winter 1932/33 sein erstes Holzschiff mit dem Namen Fons für neun Personen baute. Mit diesem Boot bot er Rundfahrten und Wellenreiten, einem Vorläufer vom Wasserski, an. Nach dem Zweiten Weltkrieg war der Bodensee bis 1948 für die Schifffahrt gesperrt. Heidegger bestritt seinen Lebensunterhalt mit dem Bau von Spielzeugsegelbooten, die bei den französischen Bodenseebesuchern beliebt waren.

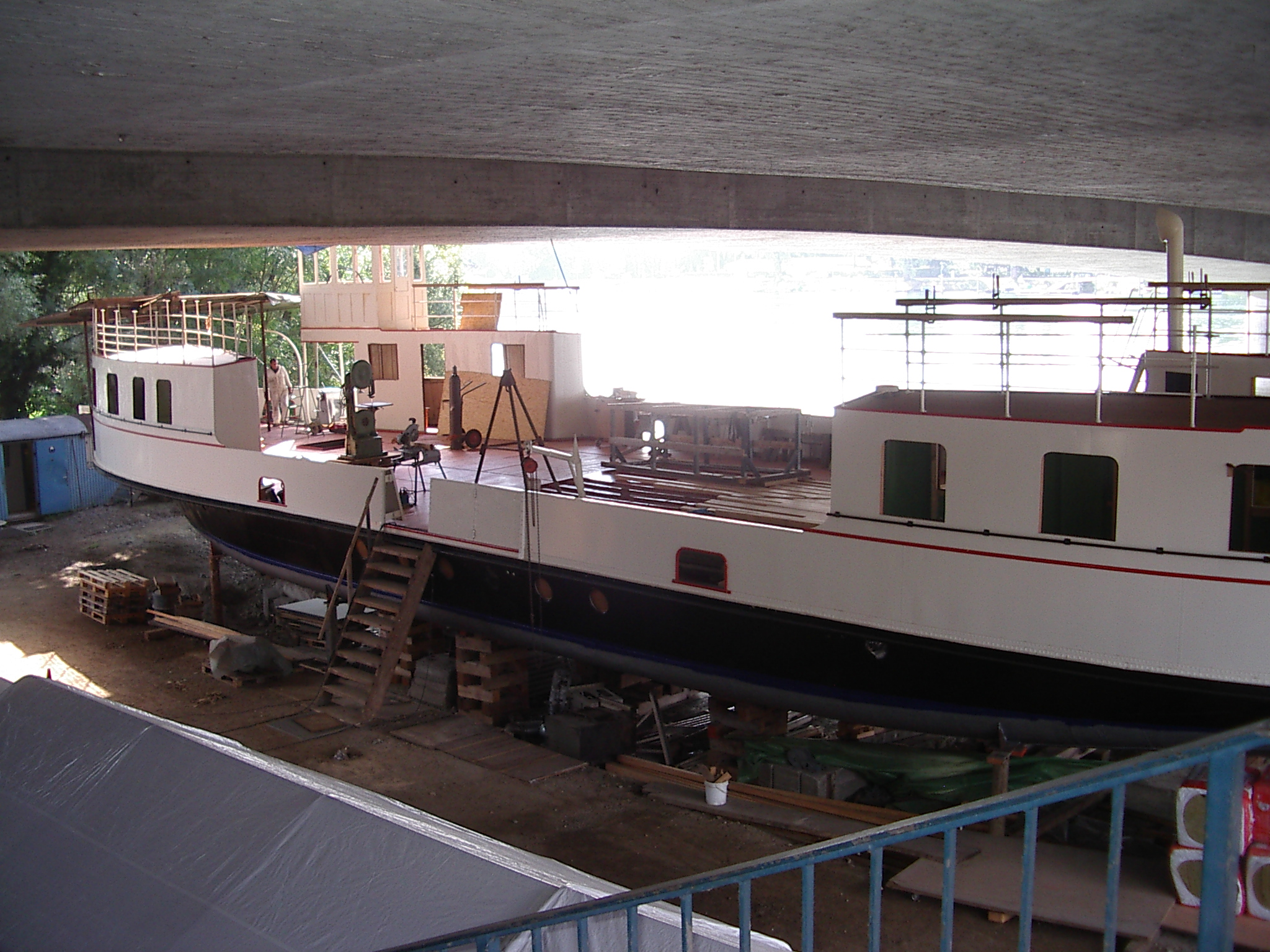
Das ehemalige Baggerschiff Lukas während der Restaurierung im Jahr 2007

1949 konnte Heidegger mit der Rheingold erstmals wieder auf dem See fahren, aber das Boot war wegen der geringen Breite nur für 25 Personen zugelassen. 1963 erwarb Heidegger die erste Konstanzer Autofähre Konstanz und setzte sie bis 1996 als Baggerschiff Lukas ein. Auch die Konstanz, die zweite Konstanzer Autofähre, wurde nach der Ausmusterung 1970 als Arbeitsschiff Herkules vom Schifffahrtsbetrieb Heidegger übernommen.
1980 erwarb Heidegger das im Jahr 1961 in der Schiffswerft Schmidt in Oberwinter gebaute Motorschiff Bodensee als sein erstes zweistöckiges, aus Stahl gebautes Schiff. Mit einem Fassungsvermögen von 230 Personen bei rund 200 Sitzplätzen war es auch für große Gruppen geeignet. Im gleichen Jahr übernahm Alfons Paul Heidegger jun. den Schifffahrtsbetrieb.
Im Jahr 1986 nahm Heidegger die Föhn  mit einem Fassungsvermögen von 130 Personen in Betrieb. 2005 übergab Alfons Heidegger jun. den Betrieb an André Markus Heidegger. Die beiden Schiffe Bodensee und Föhn wurden vollkommen überholt. Der Schifffahrtsbetrieb Heidegger unternahm Kursfahrten zur Insel Mainau und ab Überlingen und Unteruhldingen nach Konstanz. Zudem bot er Ausflugsfahrten auf dem gesamten Bodensee an.
Wegen der angespannten Konkurrenzsituation musste der Schifffahrtsbetrieb Heidegger nach der Saison 2015 seinen Betrieb einstellen. Der Betrieb wurde im Februar 2016 an die CMS Schifffahrt verkauft. Die Kursfahrten zur Insel Mainau ab Überlingen wurden beibehalten, das Rundfahrtenprogramm ausgeweitet.

## Flotte

### Bodensee
Das Fahrgastschiff Bodensee war das größere der beiden Schiffe des Schifffahrtsbetriebs Heidegger.
Es verkehrte bis 1985 als Düren für die Ruhrsee-Schifffahrt Schwammenau. 1986 kam das Schiff an den Bodensee. Es wird für Rund- und Sonderfahrten ab verschiedenen Anlegestellen des Überlinger Sees eingesetzt.
| Daten:                        | Daten:              | Daten:                     |
| ----------------------------- | ------------------- | -------------------------- |
| Baujahr: 1961                 | Länge: 25,00 m      | Geschwindigkeit: 20,5 km/h |
| Erbauer: Schiffswerft Schmidt | Breite: 5,10 m      | Maschinenleistung: 123 kW  |
| Indienststellung: 1986        | Tiefgang: 1,10 m    | Kapazität: 230 Personen    |
| Heimathafen: Überlingen       | Verdrängung: 40,0 t | Verbleib: in Fahrt         |

### Föhn
Das Motorboot Föhn, benannt nach dem Föhn, dem Südwind auf der Alpennordseite, erhielt im Jahr 2004 einen neuen MAN-6-Zylinder-Turbo-Dieselmotor mit 205 kW Leistung.
| Daten:                  | Daten:              | Daten:                     |
| ----------------------- | ------------------- | -------------------------- |
| Baujahr: 1986           | Länge: 18,50 m      | Geschwindigkeit: 18,0 km/h |
| Erbauer: Bodan-Werft    | Breite: 5,00 m      | Maschinenleistung: 205 kW  |
| Indienststellung: 1986  | Tiefgang: 1,10 m    | Kapazität: 120 Personen    |
| Heimathafen: Überlingen | Verdrängung: 30,0 t | Verbleib: in Fahrt         |